# Вечеи, Балинт
Балинт Мате Вечеи (венг. Vécsei Máté Bálint; 13 июля 1993, Мишкольц) — венгерский футболист, полузащитник клуба «Виссел Кобе» и сборной Венгрии.

## Клубная карьера
Родился 13 июля 1993 года в городе Мишкольце. Воспитанник юношеских команд футбольных клубов «Казинцбарцика» и «Гонвед». 11 мая 2011 года он сыграл свой первый матч за основную команду «Гонведа» в чемпионате против «Дьёра», но основным игроком стал только в сезоне 2012/13, когда сыграл 25 матчей и забил четыре гола.
18 августа 2015 года подписал контракт с клубом итальянской Серии A «Болонья», но сразу был отдан в аренду в клуб третьего итальянского дивизиона «Лечче», где провел следующий сезон 2015/16. После этого 13 июля 2016 года Вечеи также на правах аренды присоединился к швейцарскому клубу «Лугано». За три с половиной года отыграл за команду из Лугано 100 матчей во всех турнирах.
В конце 2019 года вернулся на родину, где заключил контракт с «Ференцварошом». До завершения победного для команды сезона 2019/20 провел двенадцать игр в венгерском первенстве.

## Карьера в сборной
В 2011 году дебютировал в составе юношеской сборной Венгрии, принял участие в 8 играх на юношеском уровне, отличившись 2 забитыми голами.
В течение 2012—2014 годов привлекался в состав молодежной сборной Венгрии. На молодежном уровне сыграл в 13 официальных матчах, забил 1 гол.
4 июня 2014 года дебютировал в официальных матчах в составе национальной сборной Венгрии в товарищеской игре с Албанией (1:0). Через три дня 7 июня сыграл второй матч за сборную против Казахстана (3:0).